# Péter Szabó (Fußballspieler)
Péter Szabó (* 13. April 1899; † 21. September 1963) war ein ungarischer Fußballspieler und Fußballtrainer.

## Laufbahn als Spieler
Péter Szabó spielte in Ungarn schon mit 16 Jahren für die erste Mannschaft des MTK Budapest, mit dem er 1917, 1918 und 1919 ungarischer Meister wurde. Als die Mannschaft des MTK im Sommer 1919 eine Freundschaftsspielreise durch Europa machte, blieb er im Ausland und bestritt zunächst einige Spiele für den Wiener AF, ehe er im Oktober jenes Jahres auf Vermittlung des ebenfalls abgewanderten Alfréd Schaffer zum 1. FC Nürnberg wechselte, die Mannschaft, welche er noch mit dem MTK am 22. Juli 1919 mit 3:0 besiegt hatte.
In Nürnberg lief es für den Linksaußen hervorragend. Er absolvierte bis 1920 insgesamt 43 Spiele für den Club und war maßgeblich am Gewinn der ersten deutschen Meisterschaft im Fußball für den 1. FCN beteiligt. In allen drei Endrundenspielen 1920 eingesetzt, erzielte er zwei Treffer, darunter das Tor zum 2:0-Endstand im Endspiel gegen die SpVgg Fürth.
Nach nur einem Jahr in Nürnberg zog es Szabó weiter nach Frankfurt am Main zur dortigen Eintracht, für die er von 1920 bis 1923 spielte. Für ihn sind aus dieser Zeit mindestens 42 Spiele und mindestens 23 Tore für die Riederwälder verzeichnet.
Weitere Stationen als Spieler waren für Szabó, den das Fachblatt Fußball einmal als „beste(n) Linksaußen Mitteleuropas in den Nachkriegsjahren um 1920“ bezeichnete, der Chemnitzer BC, der Zwickauer SC (1923/24), FC Wacker München und in Polen Ruch Chorzów.
Szabó spielte von 1916 bis 1919 zwölf Mal für die ungarische Fußballnationalmannschaft.

## Laufbahn als Trainer
Wie als Spieler war Szabó auch als Trainer ein „Wandervogel“. Zu den überlieferten Trainerstationen gehören in Deutschland der VfB Dillingen, Borussia Neunkirchen, Rot-Weiß Frankfurt, Eintracht Frankfurt, FC Singen 04, FSV Frankfurt, Ulmer FV 94, Teutonia München und der BV Osterfeld sowie der 1. FC Köln und Arminia Hannover. Letzteren Verein trainierte er von 1959 bis 1960. Bei der Frankfurter Eintracht war er gleich zwei Mal für das Training verantwortlich. Zunächst von 1939 bis zum 25. Mai 1941 und noch einmal vom März 1942 bis 1943 als Leiter des Frankfurter Gemeinschaftstrainings.
Er war auch in der Türkei bei Galatasaray Istanbul (1938) sowie in Polen und der Schweiz als Trainer tätig.